# قرمزية
القرمزية  أو مِغْفِريات أو كرمسيات أو فصيلة ليكانييدي (الاسم العلمي: Coccidae)، هي فصيلة حشرات من نصفيات الأجنحة وتنتمي إلى الفصيلة العليا القرمزيات. وتُعرف باسم القشور الشمعية أو القشور السلحفائية.